# Rohan Robinson
Rohan Stuart Robinson (né le 15 novembre 1971 à Melbourne, Victoria, Australie) est un ancien athlète australien spécialiste du 400 mètres haies.

## Palmarès

### Jeux olympiques d'été
- Athlétisme aux Jeux olympiques de 1996 à Atlanta,  États-Unis
  - 5e sur 400 mètres haies

### Jeux du Commonwealth
- Athlétisme aux Jeux du Commonwealth de 1998 à Kuala Lumpur,  Malaisie
  -  Médaille d'argent sur 400 mètres haies

### Championnats du monde junior d'athlétisme
- Championnats du monde junior d'athlétisme 1990 à Plovdiv,  Bulgarie
  -  Médaille d'or sur 400 mètres haies

## Records
Sa meilleure performance sur 400 mètres haies est de 48 s 28, réalisée lors des Jeux olympiques de 1996 à Atlanta. Il s'agit du record d'Océanie sur la distance.